# Hotel Transilvania: Transformania
Hotel Transilvania: Transformania (titlu original: Hotel Transylvania: Transformania) este un film de animație din 2022, produs de Columbia Pictures și Sony Pictures Animation și distribuit de Amazon Studios. Este al patrulea film al francizei Hotel Transilvania, după Hotel Transilvania, Hotel Transilvania 2 și Hotel Transilvania 3: Monștrii în vacanță, fiind de asemenea regizat de Jennifer Kluska și Derek Drymon (în debuturile lor regizorale), scris de Amos Vernon, Nunzio Randazzo și Genndy Tartakovsky, aducându-i laolaltă ca voci ale personajelor pe  Brian Hull, Andy Samberg, Selena Gomez, Asher Blinkoff, Brad Abrell, Fran Drescher, Kathryn Hahn, Jim Gaffigan, Steve Buscemi, Molly Shannon, Keegan-Michael Key și David Spade.
Hotel Transilvania: Transformania a fost lansat pe Amazon Prime Video pe 14 ianuarie 2022 și la cinematografe în China pe 3 aprilie. Un serial spin-off intitulat Motel Transylvania este programat pentru lansare pe Netflix în 2025.

## Distribuție
- Brian Hull - Dracula
- Claudiu Bleonț - Dracula [7]
- Andy Samberg - Johnny
- Selena Gomez - Mavis Dracula
- Asher Blinkoff - Dennis
- Brad Abrell - Frankenstein
- Fran Drescher - Eunice
- Kathryn Hahn - Ericka Van Helsing
- Jim Gaffigan - Professor Abraham Van Helsing
- Steve Buscemi - Wayne
- Molly Shannon - Wanda
- Keegan-Michael Key - Murray
- David Spade - Griffin